# 데드 모로스

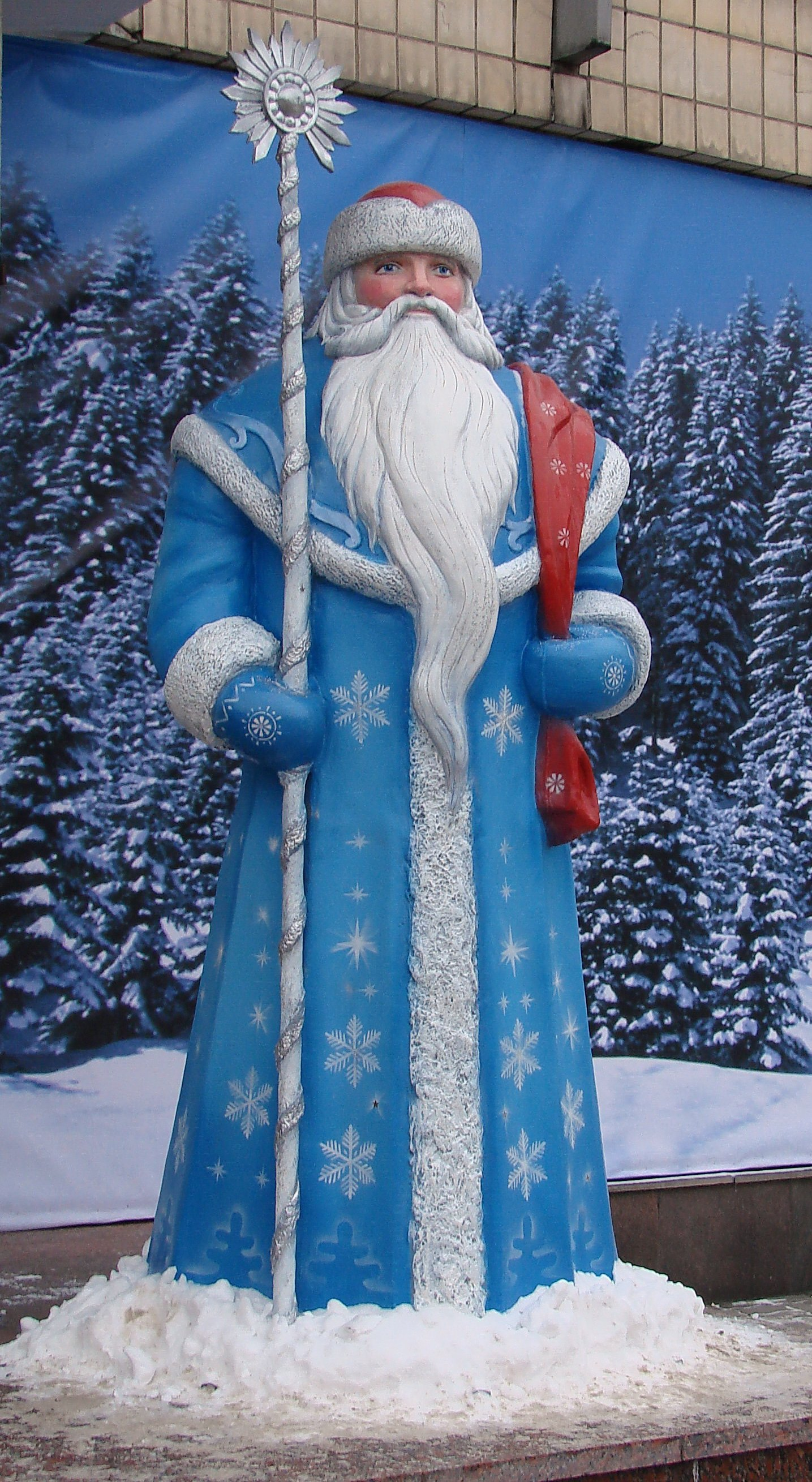
데드 모로스

데드 모로스(러시아어: Дед Моро́з, 벨라루스어: Дзед Мароз 제트 마로스,언어 오류(tatar): Кыш Бабай Kış babay,우크라이나어: Дід Мороз 디드 모로즈[*])는 슬라브 신화에 나오는 인물이다. 산타클로스와 유사한 노인으로, 긴 흰 수염을 기르고 푸른 옷을 입었다. "데드 모로스"는 직역하면 "서리 할아버지"라는 뜻이다. 손녀 스네구로치카("눈 아가씨")를 조수 삼아 함께 다닌다고 한다.
틀:Әлеге вакытта бу Кыш Бабай үлде